# بسیار شبیه عشق
بسیار شبیه عشق (به انگلیسی: A Lot like Love) فیلمی محصول سال ۲۰۰۵ و به کارگردانی نایجل کول است. در این فیلم بازیگرانی همچون اشتون کوچر، آماندا پیت، کاترین هان، کل پن، الی لارتر، تارین منینگ، تایرن جوردانو، ایمی آکوئینو، گابریل مان، جرمی سیستو، مون بلودگود، سم پنکیک ایفای نقش کرده‌اند.